# Imagerie cellulaire
La notion d' imagerie cellulaire désigne l'ensemble des techniques permettant de rendre visible l'extérieur et/ou l'intérieur d'une cellule (morte ou vivante), ou certains aspects du fonctionnement de cette cellule. L'étude des fonctions implique parfois d'étudier plusieurs cellules (neurones par exemple). Ce sont souvent des cellules mises en cultures.
Les progrès rapides de l'informatique ont permis la réalisation d'images 3D à échelle mésoscopique (environ 10 à 300 nanomètres), microscopique et nanoscopique et colorées.
L'étude par l'image d'un tissu est dite « imagerie tissulaire ».
Les cellules observées peuvent être les cellules d'un organe animal, végétal, fongique multicellulaires ou d'un organisme unicellulaire, d'une bactérie. Par extension, il peut aussi s'agir d'un virus.
Ce type d'imagerie est également utile à certaines formes de manipulation moléculaire ou de chirurgie moléculaire.

## Techniques
L'imagerie cellulaire fait appel aux techniques de nanoscopie, microscopie photonique et électronique, Microscope à force atomique et principalement à la  microscopie de fluorescence, très utilisée en biologie cellulaire. Ce sont souvent des cellules mises en cultures.
Ces techniques exigent toutes un temps de préparation de l'échantillon à étudier. Certains outils comme le microscope à force atomique sont également des outils de « dissection et de manipulation à l'échelle moléculaire »  et de mesure de « forces intra- et intermoléculaires ».
L'Institut Pasteur de Lille a mis en place à Lille un plateau techniques (BioImaging Center) regroupant 5 ensembles de techniques qui ne l'avaient jamais été : microscopie électronique, microscopie photonique, microscopie à force atomique, cytométrie en flux et criblage par imagerie à haut-contenu et haut-débit (coût : 6,8 millions € apportés par le Programme des investissements d'avenir et par l’Europe (Feder).

En 2013 cet outil a été utilisé par plus de 300 utilisateurs appartenant à 112 équipes de recherche, venus de plusieurs pays.

## Évolutions qualitative de l'imagerie
Des années 1990 à 2015, la précision de l'imagerie cellulaire a été multipliée d'un facteur 10 (passant de 200 à 20 nanomètres).